# Periodo geométrico
El periodo geométrico es una etapa arqueológica de Grecia que comprende desde el 900 hasta el 700 a. C. Toma su nombre del estilo decorativo de la cerámica, en la que predominan los vasos sin fondo usados en rituales funerarios. Igualmente son habituales los temas relacionados con la muerte.

## Marco geográfico
Puede decirse que el estilo geométrico se extendió por la mayor parte del mundo griego, aunque alcanza su mayor calidad en Atenas. Sin embargo se desarrollan escuelas regionales con importantes peculiaridades entre las que destacan la escuela de Tebas, Beocia, Corinto y Argos.

## Cronología

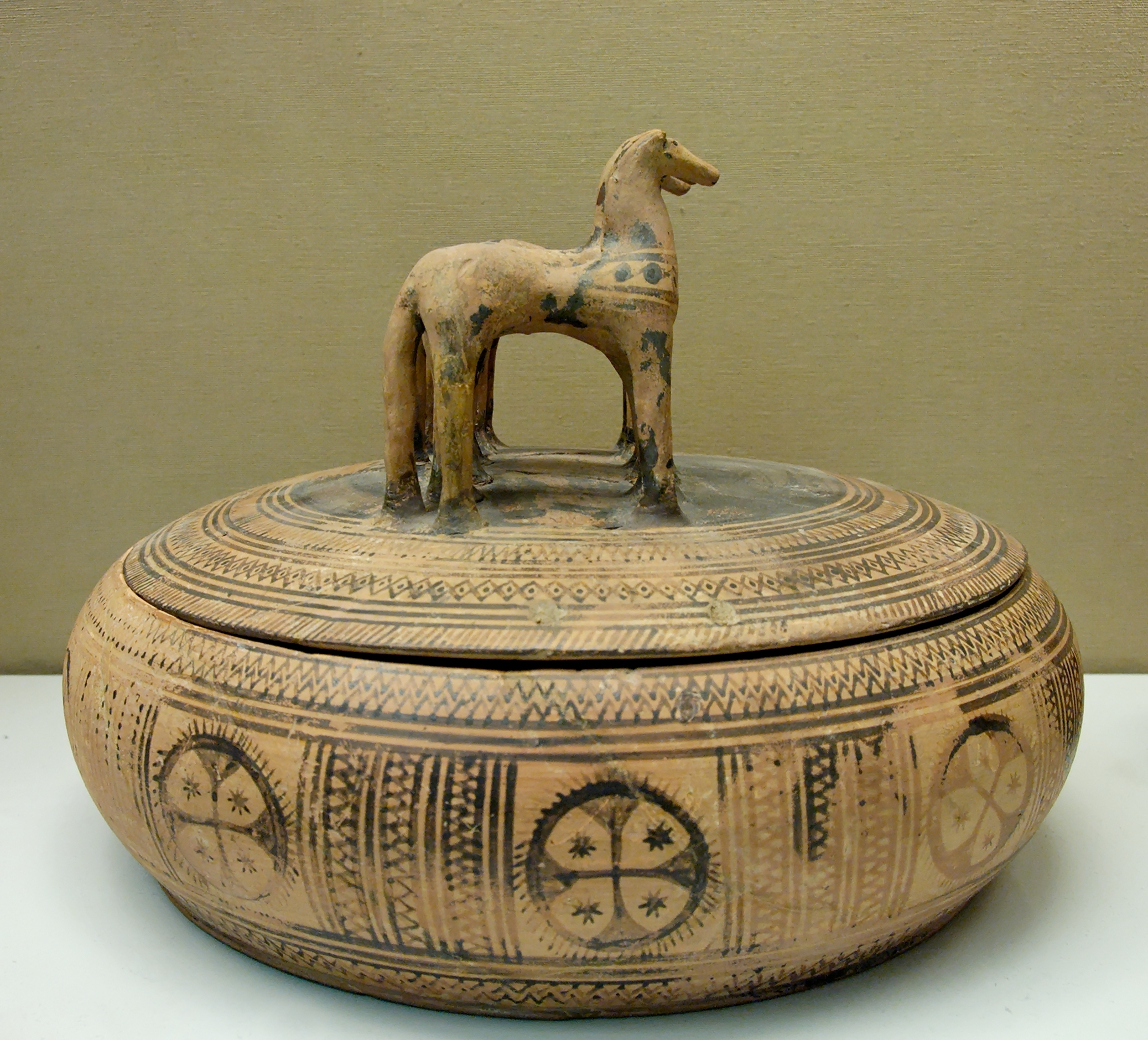
Píxide geométrica con tapa en forma de caballo.

La base usada para la elaboración de una cronología del periodo geométrico es la evolución de la cerámica, ya que es el elemento del que más piezas nos han llegado. Se puede dividir en tres periodos:
- Geométrico antiguo (900-800 a. C.)
- Geométrico medio (800-760 a. C.)
- Geométrico tardío (760-700 a. C.)

Otra cronología más detallada divide el período geométrico en:
- Geométrico antiguo (900-850 a. C.)
- Geométrico medio I (850-800 a. C.)
- Geométrico medio II (800-760 a. C.)
- Geométrico tardío I (760-735 a. C.)
- Geométrico tardío II (735-700 a. C.)

### Geométrico antiguo
El cambio más importante con respecto al periodo protogeométrico aparece en la decoración: se abandona la línea curva en favor de trazos rectilíneos. Comienza la representación figurada de animales y personas al tiempo que la decoración gana terreno en el recipiente (horror vacui). Se conserva el fondo barnizado de negro.

### Geométrico medio
Aparecen dos innovaciones tipológicas: por un lado representaciones de caballos como pomos en las tapaderas de las píxides. Son caballos de formas geométricas muy esquemáticos.
Por otro lado aparece la forma cántaro, que no está documentada anteriormente.
La decoración empieza a cubrir toda la superficie mediante múltiples bandas de motivos repetidos (meandros, metopas, zigzags, grecas, esvásticas, ajedrezados y rombos)

### Geométrico tardío

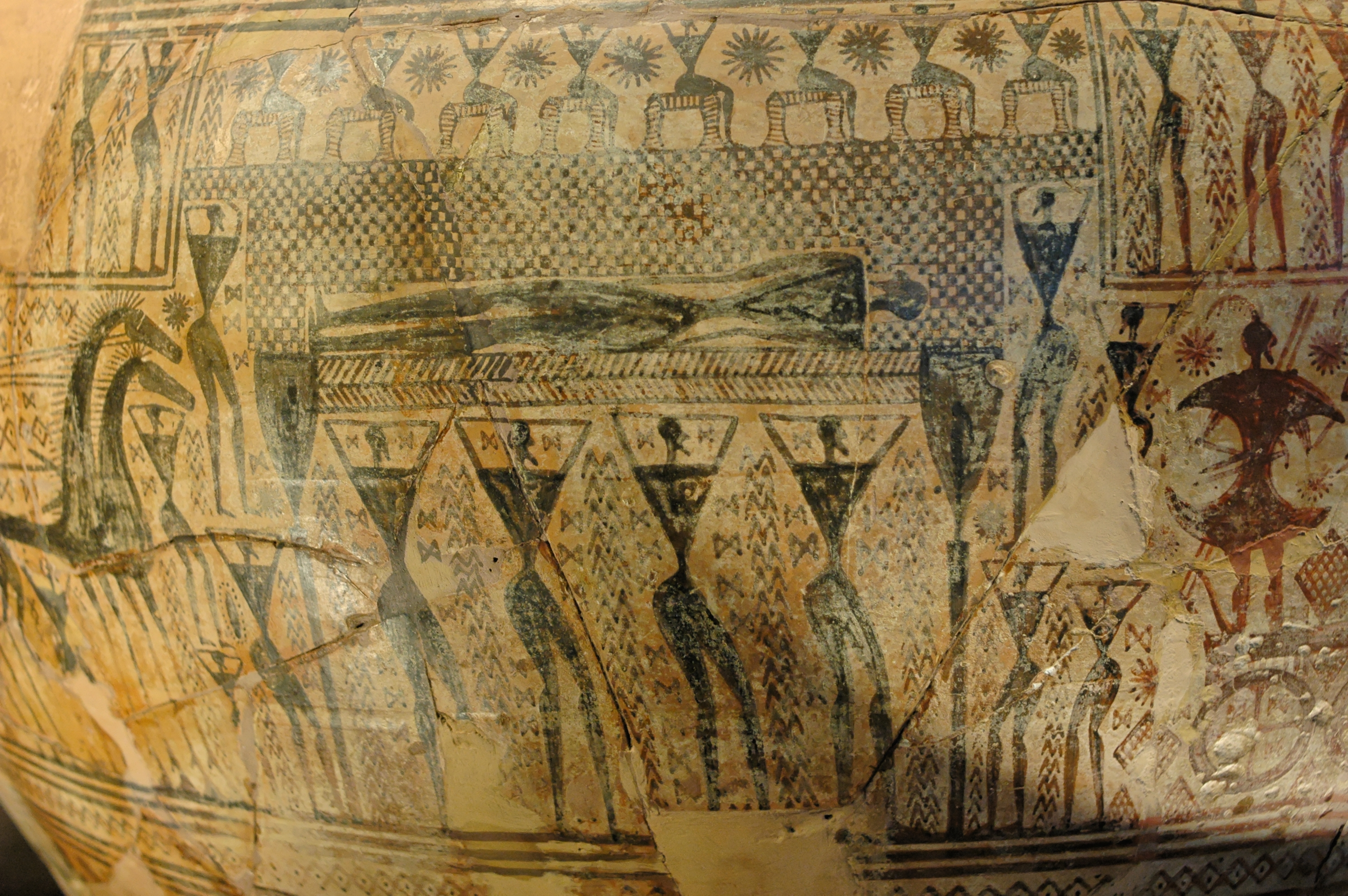
Detalle del ánfora 804 del Pintor del Dípilon que muestra a un difunto en su lecho fúnebre rodeado de plañideras.

Se fabrican recipientes de gran tamaño, en ocasiones de más de metro y medio. En esta etapa predomina el fondo de color claro, en contraposición con las épocas anteriores. La decoración se presenta en forma continua o bien en forma de metopas separadas por triglifos. Se generalizan las representaciones figuradas, primero de animales y finalmente humanas, tanto aisladas como componiendo escenas. Se han identificado aves, cérvidos, cápridos y caballos, todos en actitudes estereotipadas, casi heráldicas, y sin concesiones al detalle.
Aparece el primer artista individualizado en cerámica griega: el Pintor del Dípilon, a cuyo taller se le deben 20 vasos funerarios aparecidos en la necrópolis del Dípilon o Cerámico en Atenas. Su estilo se caracteriza por el uso del friso continuo en la decoración de los vasos, entre los que destaca el ánfora 804 del Museo Arqueológico Nacional de Atenas. También se ha distinguido al pintor de Hirschfeld, más avanzado técnicamente que el Pintor del Dípilon, y cuyas obras más conocidas son la crátera 990 del Museo Arqueológico Nacional de Atenas y la crátera del Museo Metropolitano de Nueva York.

## Escultura
Durante la Edad Oscura desapareció casi totalmente la escultura, excepto algunas figurillas modeladas en terracota entre las que destacan el centauro de Lefkandi.
A partir del siglo VIII a. C. aparecen pequeñas esculturas geométricas de bronce con trazas geométricas. Se trata de figuras de animales, generalmente caballos, o humanas procedentes de santuarios en los que fueron depositadas como exvotos. Estas figuras comparten con la decoración cerámica en que el cuerpo de las figuras se reduce a lo imprescindible, marcándose exageradamente las articulaciones y los músculos.
Muchas de las figuras representan guerreros ataviados con cascos y armas, cuya morfología podría indicar que se trata de dioses o héroes. Uno de los grupos más interesantes representa la lucha entre un centauro y un héroe, quizás Heracles y Neso, procedente de Olimpia y fechado a mediados del siglo VIII a. C. También destacan varias figurillas de marfil como la Dama del Dípilon.

## Arquitectura
Después de la Edad Oscura, en esta época, en Creta y algunas islas cicládicas, se han encontrado diminutos santuarios que recuerdan el antiguo megaron, rematado su vestíbulo con antas y entre ellas, podían existir columnas que anticipan el templo clásico in antis, como en el santuario de Apolo en Dreros (c. 750 a. C.). La vivienda tendrá forma cuadrada o más ancha y la técnica de construcción, contaba en algunos casos con zócalos de piedra de hasta 1 m y utilizaban principalmente el adobe y postes de madera.
En el continente, sigue imperando la forma de megaron, aunque se conocía también desde el Heládico Medio la construcción de casas con ábside, aunque con técnica muy pobre. Solo a finales del siglo VII a. C. se empezará a utilizar la piedra como zócalo de los muros. El tejado, con ramajes a dos aguas.
La evolución del megaron micénico a una construcción más alargada y que llegará a desembocar en prototipos de templos arcaicos, tiene su ejemplo en los primeros santuarios como el de Termo (Etolia), donde desde el siglo IX a. C. se superponen diferentes modelos, desde absidal hasta presentar cella y opistodomos rodeado por columnata, precedente de la perístasis, en el siglo VIII a. C.
Otros edificios similares, encontrados de este período se encontraron en Lefkandi y Eretria (ambos en Eubea). También de la época se han encontrado restos de los Templos de Hera en Samos, Argos y Olimpia.